# Kovács József Attila (biológus)
Kovács József Attila, szerzői neve legtöbbször Kovács J. Attila (Marosvásárhely, 1944. január 27.) kutató biológus, főiskolai tanár.

## Életútja
Székelykeresztúron érettségizett (1962), Iași-ban az Al. I. Cuza Egyetem biológia-földrajz karán szerzett oklevelet a hargitai Rézhegység növényzetéről írt dolgozatával (1970). Tudományos pályáját ugyancsak Iași-ban az Antibiotikumgyár kutatójaként kezdte, majd az egyetemi kutatóállomás és a Biológiai Kutatóközpont keretében folytatta, 1975-től a brassói Pázsitkutató Intézet tudományos főmunkatársa. A pázsitfüvek géntartalékairól szóló szakmunkájával megszerezte a biológia tudományok doktora címet (1981).
Fontosabb kutatási területei: florisztika és geobotanika, genetikai és evolúciós ökológia, populációbiológia, alkalmazott genetika (géntartalékok, nemesítési alapanyagkutatás), tudománytörténet. Hatvankét szaktanulmánya egyetemi és intézeti kiadványokban, szakfolyóiratokban jelent meg román, német, francia és angol nyelven (1970-88), ismeretterjesztő és tudománytörténeti cikkeit magyarul a Tanügyi Újság, A Hét, Előre, Hargita, Brassói Lapok és a TETT közölte. Bonckés alatt a kutatás cím alatt válogatta és jegyzetelte Selye János tudományos feljegyzéseit (1975), Szabó T. E. Attilával közösen szerkesztette a Korunk Könyvek sorozatban megjelent Ökológiai tanulmányok című gyűjteményt (1980), bevezetőt írt Csányi Vilmos Az evolúció általános elmélete című munkájának romániai kiadásához (1986).
Az 1990-es évek elején áttelepedett Nyugat-Magyarországra, jelenleg a Nyugat-magyarországi Egyetem Biológiai Intézetének Növénytani Tanszékén főiskolai tanár.

## Díjak, elismerések
- Magyar Köztársasági Arany Érdemkereszt (2010)

## Kötetei
- Indicatorii biologici, ecologici și economici ai florei pajiștilor. București, Centrul de Material Didactic și Propagandă Agricola, 1979.
- A bozsoki Zsidó-rét növényzete és botanikai értékei. Szombathely, BDTF, 1992.
- Védett növények szemléltető gyűjteménye. Budapest, Pro Natura, 1997.
- Vegetation of Eastern Transylvania. Vegetation ecology and coenological relations in Eastern Transylvania. Saarbrücken, LAP, 2013.
- Examination of drying characteristics of maize (Zea mays L.) hybrids and their genetic determination. Sopron, NYME, 2013.
- Kanitzia. Botanikai folyóirat (Szombathely) szerk. (1992-2015).
- Székelykeresztúr vidékének növényzeti öröksége. Barót, Tortoma, 2019.